# 東佳弘
東 佳弘（あずま よしひろ、1991年5月7日 - ）は、日本の陸上競技選手。専門は400mで、46秒26の自己ベストを持つ。2012年ロンドンオリンピック男子4×400mリレーの日本代表。

## 経歴
大阪府大阪市鶴見区出身。大阪市立茨田中学校、大阪市立東高等学校、関西大学卒業。現在は関西大学陸友会に所属。

### 小・中学校時代
小学校時代はソフトボール、水泳、卓球、相撲など色々なスポーツを経験したが、最も得意だったのが長距離だったため、中学校では陸上部に入部。当初は長距離に取り組み、初めて出場した試合も3000mだった。中学2年の夏に初めて400mのレースを経験して58秒25をマークしたが、中学時代は主に800mが中心で、ベストは2分16秒くらいだったという。中学時代は目立った成績を残せず、市大会の低学年4×100mリレーで3位に入ったのが一番良い成績だったという。

### 高校時代
2007年、理系の科目が好きだったことから大阪市立東高等学校の理数科に進学。高校では当初200mに取り組み、府の新人戦で22秒69をマークして3位に入るなど出だしは良かったが、その後は肉離れなど怪我に悩まされた。高校2年の冬からリレーのために400mを取り組み始め、400m専門の選手となった。高校3年時には4×100mリレーと4×400mリレーでインターハイ近畿大会まで進出するも全国の舞台には立てず、個人の400mではインターハイ府大会止まり（7位）だった。高校時代の自己ベストは48秒88。

### 大学時代
2010年、体育教師になりたくて関西大学の人間健康学部に進学。1年目から日本インカレの4×400mリレーに出場し、初の全国大会出場を果たすも全く歯が立たず、この時から「日本インカレで勝負したい」という明確な目標がてきたという。
2011年、400mで安定して48秒台を出せるようになり、関西インカレの400mで6位、4×400mリレーで7位と両種目で入賞を果たした。大阪選手権の400mでは47秒62をマークするもレーン侵害で失格となったが、シーズン最後の試合となった堺選手権の400mで47秒98をマークし、47秒台に突入した。冬季練習では大学近くの坂で500mダッシュをするなど、いつも以上の走り込みを行った。
2012年、春先から調子が良かったので日本選手権A標準（46秒90）を狙えそうだと考えていた。関西インカレの400mを46秒52で制し、大幅に自己ベストを更新して46秒台に突入すると、初出場となった日本選手権の400mでは更に自己ベストを更新する46秒26をマークし、金丸祐三（46秒18）、中野弘幸（46秒23）に次ぐ3位に入った。この結果、ロンドンオリンピックの4×400mリレー日本代表に選出された。オリンピックでは脚が震えるくらいの緊張の中、日本チーム（髙瀬慧 - 金丸祐三 - 東 - 中野弘幸）の3走を務めたが、予選敗退に終わった。
2013年、春先にアキレス腱を故障。日本選手権の400mは予選敗退に終わったが、日本インカレの400mでは初の決勝に進出して6位入賞を果たした。

### 社会人時代
2014年、関西大学に入職。職員となり、同大学陸上部の短距離コーチも務める。

## 人物・エピソード
- 高校3年時は12月まで部活動をやっていたため勉強をほとんどしておらず、浪人生活も覚悟していた。しかし、運良く指定校推薦の案内が来て、第一志望の関西大学へ進学することができた[独自研究?]。

## 自己ベスト
記録欄の（　）内の数字は風速（m/s）で、+は追い風を意味する。
| 種目 | 記録          | 年月日         | 場所   | 備考 |
| 屋外 | 屋外          | 屋外           | 屋外   | 屋外 |
| ---- | ------------- | -------------- | ------ | ---- |
| 100m | 10秒77 (+1.0) | 2013年7月7日   | 奈良市 |      |
| 200m | 21秒27 (+0.5) | 2012年10月26日 | 大阪市 |      |
| 400m | 46秒26        | 2012年6月9日   | 大阪市 |      |

## 主要大会成績
備考欄の記録は当時のもの

### 国際大会
| 年   | 大会             | 場所     | 種目    | 結果         | 記録            | 備考 |
| ---- | ---------------- | -------- | ------- | ------------ | --------------- | ---- |
| 2012 | オセアニア選手権 | ケアンズ | 4x400mR | オープン参加 | 3分06秒90 (3走) |      |
| 2012 | オリンピック     | ロンドン | 4x400mR | 予選2組6着   | 3分03秒86 (3走) |      |

### 日本選手権
4x400mRは日本選手権リレーの成績
| 年   | 大会       | 場所   | 種目    | 結果       | 記録            | 備考       |
| ---- | ---------- | ------ | ------- | ---------- | --------------- | ---------- |
| 2012 | 日本選手権 | 大阪市 | 400m    | 3位        | 46秒26          | 自己ベスト |
| 2013 | 日本選手権 | 調布市 | 400m    | 予選2組5着 | 48秒17          |            |
| 2013 | 日本選手権 | 横浜市 | 4x400mR | 予選2組3着 | 3分13秒14 (1走) |            |

### その他
| 年       | 大会             | 場所     | 種目     | 結果         | 記録            | 備考                    |
| 大学時代 | 大学時代         | 大学時代 | 大学時代 | 大学時代     | 大学時代        | 大学時代                |
| -------- | ---------------- | -------- | -------- | ------------ | --------------- | ----------------------- |
| 2010     | 西日本インカレ   | 福岡市   | 4x400mR  | 予選3組2着   | 3分17秒23 (1走) |                         |
| 2010     | 日本インカレ     | 東京都   | 4x400mR  | 予選3組7着   | 3分15秒71 (1走) |                         |
| 2011     | 関西インカレ     | 大阪市   | 400m     | 6位          | 48秒63          |                         |
| 2011     | 関西インカレ     | 大阪市   | 4x400mR  | 7位          | 3分13秒49 (4走) |                         |
| 2011     | 西日本インカレ   | 岐阜市   | 400m     | 準決勝2組3着 | 48秒36          |                         |
| 2011     | 西日本インカレ   | 岐阜市   | 4x400mR  | 予選3組3着   | 3分17秒44 (2走) |                         |
| 2012     | 関西インカレ     | 大阪市   | 400m     | 優勝         | 46秒52          | 自己ベスト (初の46秒台) |
| 2012     | 関西インカレ     | 大阪市   | 4x100mR  | 4位          | 40秒51 (4走)    |                         |
| 2012     | 関西インカレ     | 大阪市   | 4x400mR  | 3位          | 3分11秒91 (2走) |                         |
| 2012     | 西日本インカレ   | 京都市   | 4x400mR  | 5位          | 3分11秒07 (2走) |                         |
| 2012     | 日本インカレ     | 東京都   | 400m     | 準決勝1組7着 | 47秒95          |                         |
| 2012     | 日本インカレ     | 東京都   | 4x400mR  | 予選2組6着   | 3分12秒27 (2走) |                         |
| 2012     | 国民体育大会     | 岐阜市   | 400m     | 予選2組7着   | 48秒35          |                         |
| 2012     | 国民体育大会     | 岐阜市   | 4x100mR  | 予選4組6着   | 41秒14 (1走)    |                         |
| 2013     | 静岡国際         | 袋井市   | 400m     | 決勝3組7着   | 47秒46          |                         |
| 2013     | 関西インカレ     | 大阪市   | 200m     | 準決勝1組4着 | 21秒82 (0.0)    |                         |
| 2013     | 関西インカレ     | 大阪市   | 400m     | 3位          | 47秒63          |                         |
| 2013     | 関西インカレ     | 大阪市   | 4x400mR  | 5位          | 3分10秒64 (2走) |                         |
| 2013     | 日本インカレ     | 東京都   | 200m     | 予選4組5着   | 21秒77 (-0.5)   |                         |
| 2013     | 日本インカレ     | 東京都   | 400m     | 6位          | 47秒44          |                         |
| 2013     | 日本インカレ     | 東京都   | 4x400mR  | 予選2組7着   | 3分11秒81 (2走) |                         |
| 2013     | 実業団・学生対抗 | 平塚市   | 400m     | 5位          | 48秒77          |                         |

## 出演
- 探偵!ナイトスクープ （2014年5月30日、朝日放送）[4]